# Постоянный капитал
Постоя́нный капита́л — термин марксизма, часть капитала, которая используется для покупки средств производства — оборудования, сырья, материалов, но без рабочей силы (без зарплаты). Это одно из основных понятий марксистской политической экономии. 
В современном бухгалтерском учёте термин постоянный капитал не используется.
Термин был введён Марксом в его основном труде «Капитал»:

Я напоминаю здесь читателю, что категории переменный капитал и постоянный капитал впервые введены в употребление мною.

Разделение совокупного капитала на постоянный и переменный потребовалось Марксу для того, чтобы показать разные роли, которые играют эти части в процессе формирования стоимости товара. Маркс считал, что в процессе производства постоянный капитал лишь полностью переносит свою стоимость на результат производства, но не изменяет своей совокупной величины (эта величина остаётся постоянной). При таком переносе меняется лишь его физическая форма — исчезает сырьё, материалы, разрушается оборудование, а взамен появляется продукция, в стоимость которой полностью включена стоимость сырья, материалов и амортизация оборудования. Никаких изменений в величине стоимости при этом не происходит, перенесённая стоимость не изменяется, остаётся постоянной. Наблюдаемое превышение стоимости товара над величиной постоянного капитала Маркс объяснял особой ролью затрат на покупку рабочей силы (заработную плату, переменного капитала).

## Критика
Видный австрийский экономист О. Бём-Баверк, в своём труде «Критика теории Маркса», опубликованном в 1896 году, указал на многочисленные противоречия и расхождения в трактовке данного понятия в 1-м и 3-м томах «Капитала». На основе этих и других противоречий, Бём-Баверк сделал вывод об ошибочности главных элементов теории Маркса: трудовой теории стоимости и теории прибавочной стоимости.